# Knock (County Mayo)
Knock (irisch An Cnoc, „Der Hügel“), auch bezeichnet als Cnoc Mhuire, „Hügel der (Jungfrau) Maria“, ist ein Wallfahrtsort im County Mayo in Irland. Der Ort hat 1029 Einwohner (Stand 2022). Bei der Volkszählung 1991 waren es lediglich 440 Einwohner.
Knock gilt neben Lourdes und Fátima als das bedeutendste Marienheiligtum Europas.

## Geschichte des Wallfahrtsortes
Am 21. August 1879 um 8 Uhr abends soll die Jungfrau Maria, in Begleitung des heiligen Josef sowie des Evangelisten Johannes, insgesamt 15 Personen unterschiedlichen Alters und Geschlechts am Südgiebel der Johannes dem Täufer geweihten Kirche in Knock erschienen sein. Hinter ihnen auf einem Altar seien ein Kreuz und ein Lamm zu sehen gewesen, die von Engeln angebetet worden seien. Die Szene sei in ein himmlisches Licht getaucht gewesen. Trotz strömenden Regens hätten die Zeugen die Erscheinung zwei Stunden lang beobachtet, wobei weder der Giebel selbst noch die Stelle auf dem Boden, über der die Erscheinung stattfand, nass geworden seien.
Eine Untersuchungskommission, die binnen sechs Wochen vom zuständigen Erzbischof von Tuam, John MacHale, eingesetzt wurde, kam nach eingehender Befragung der Augenzeugen zu dem Befund, dass deren Aussagen „glaubwürdig und zufriedenstellend“ seien, die Erscheinung von der katholischen Kirche also anerkannt werde.
Die Veröffentlichung des Untersuchungsergebnisses in der Presse führte zu einem Andrang von Pilgern, vor allem aus Irland selbst sowie von US-Amerikanern irischer Abstammung, von denen sich viele eine Heilung ihrer Krankheiten und Gebrechen erhofften. Der Pfarrer der Kirchengemeinde von Knock, Bartholomew Cavanagh, führte ab Oktober 1879 ein Tagebuch über die ihm berichteten Wunderheilungen.
Im Jahr 1936 kam eine weitere Untersuchungskommission nach Befragung der drei zu diesem Zeitpunkt noch lebenden Augenzeugen, die ihre Angaben von 1879 bestätigten, ebenfalls zu dem Ergebnis, dass deren Aussagen „aufrichtig und vertrauenswürdig“ seien.
Einen Schub bekam die Bedeutung von Knock als Wallfahrtsort durch den seit 1963 dort wirkenden Monsignore James Horan. Auf sein Betreiben wurde, gefördert durch den Erzbischof von Tuam Joseph Cunnane, die neue Basilika Unserer Lieben Frau, Königin von Irland als Wallfahrtskirche errichtet, die 10.000 Gläubige fassen kann. Die Umgebung der Kirche wurde auf die Betreuung einer großen Zahl von Gläubigen ausgerichtet. Hierzu gehören z. B. Lautsprecher, über die zuvor aufgezeichnete Predigten übertragen wurden, oder Wasserleitungen mit Hähnen, an denen geweihtes Wasser abgefüllt werden kann. Laut Aussagen von Bewohnern läuft aus diesen Hähnen normales Leitungswasser. Es sei insofern heilig, als Father Horan einst den See, der das Wassersystem Knocks speist, gesegnet hatte. Souvenirhändler verkaufen Plastikfläschchen mit dem Aufdruck Holy Water from Knock Shrine.
Horan förderte auch die Errichtung des nahe gelegenen Flughafens Ireland West Airport Knock, der am 20. Mai 1986 in Betrieb ging, wodurch die Erreichbarkeit Knocks deutlich verbessert wurde.
Jährlich kommen rund 1,5 Millionen Pilger. Aus Anlass des hundertsten Jahrestags der Marienerscheinung 1979 stattete Papst Johannes Paul II., ein glühender Marienverehrer, dem Ort einen Besuch ab. Mutter Teresa besuchte im Jahr 1993 ebenfalls Knock.
Im Oktober 2009 erlitten mehrere Pilger in Knock Netzhautverbrennungen, nachdem sie in Erwartung eines „Sonnenwunders“ mit ungeschützten Augen direkt in die Sonne geblickt hatten. Sie mussten ärztlich versorgt werden.

## Bilder

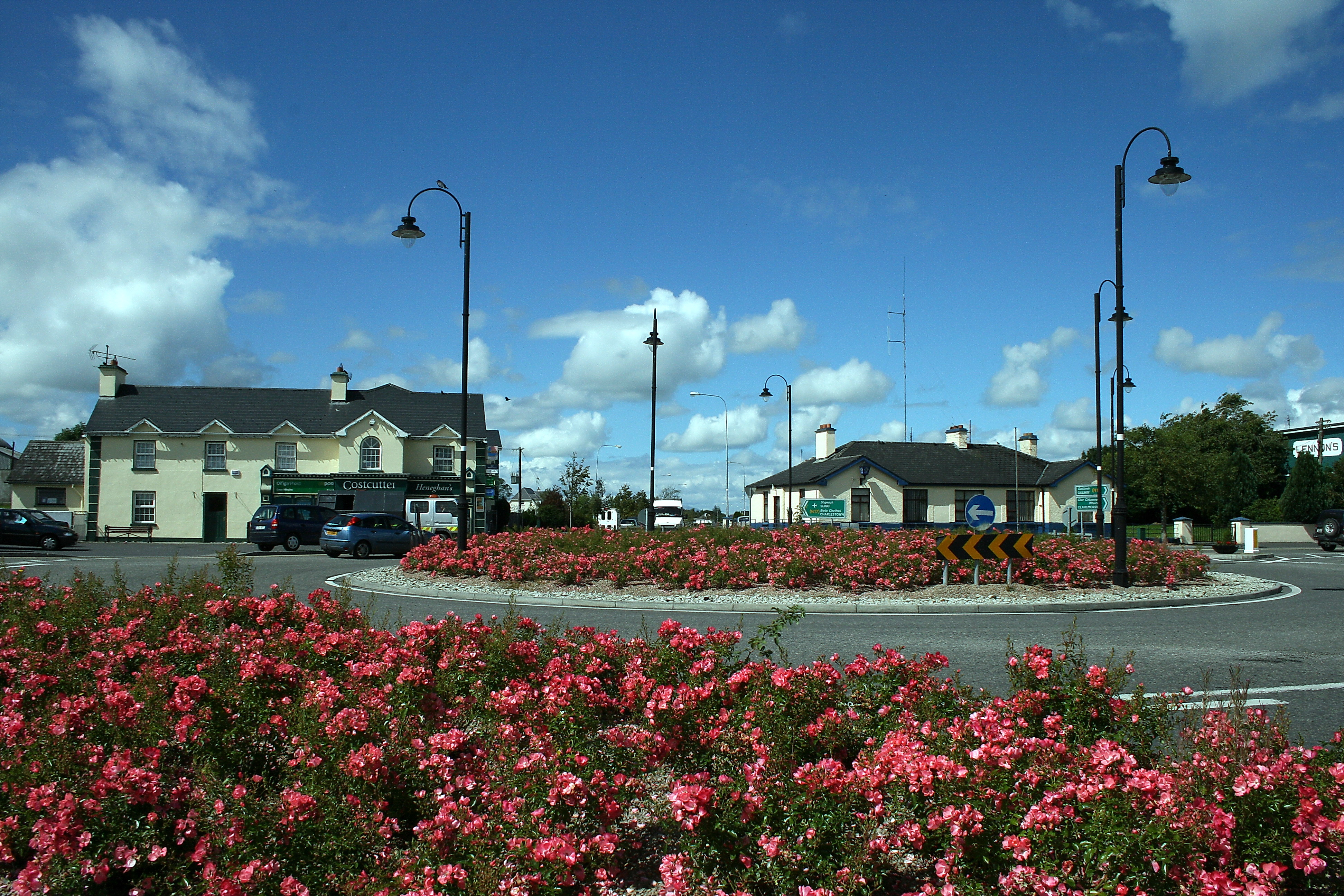
Knock, Ortsmitte
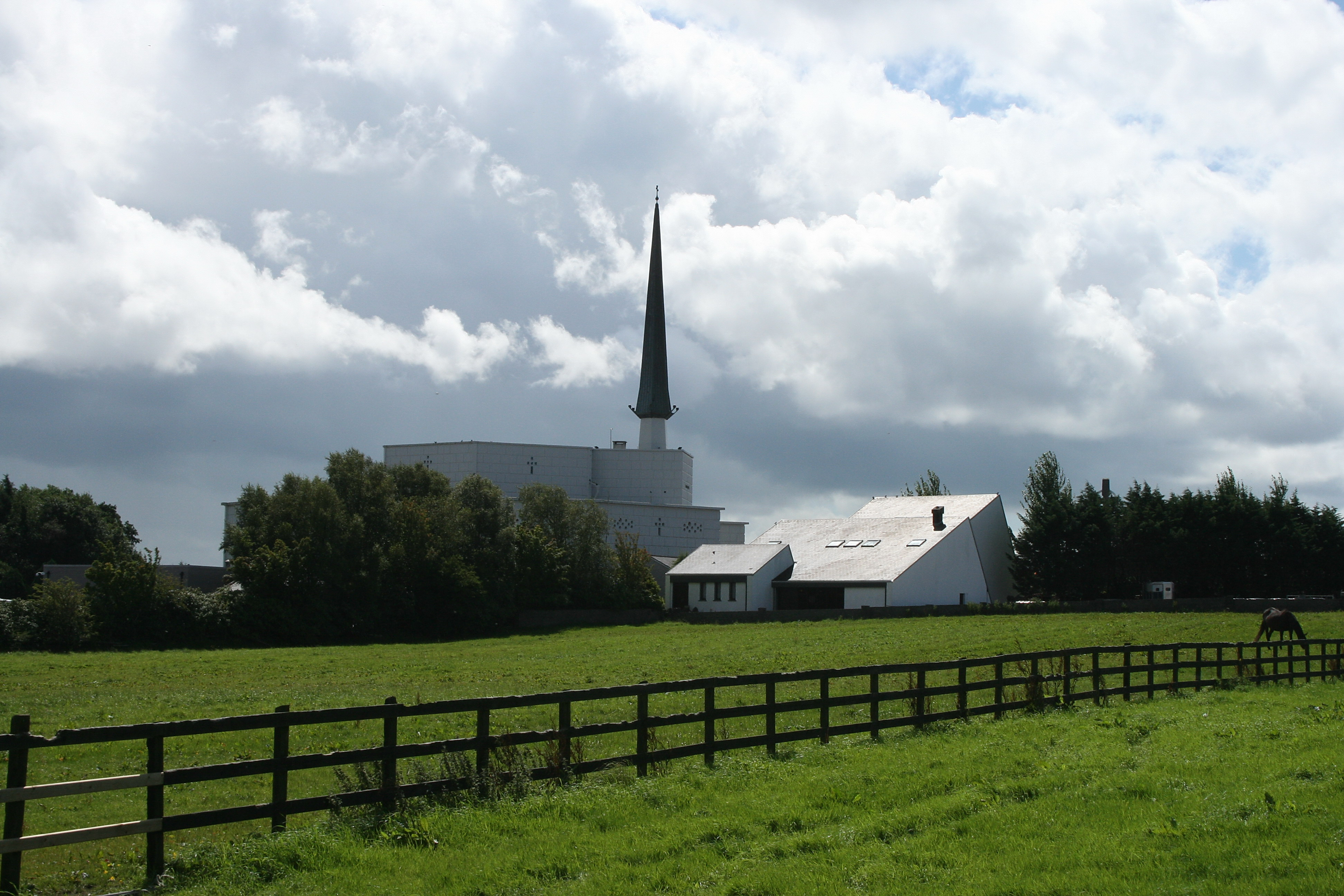
Wallfahrtskirche Knock
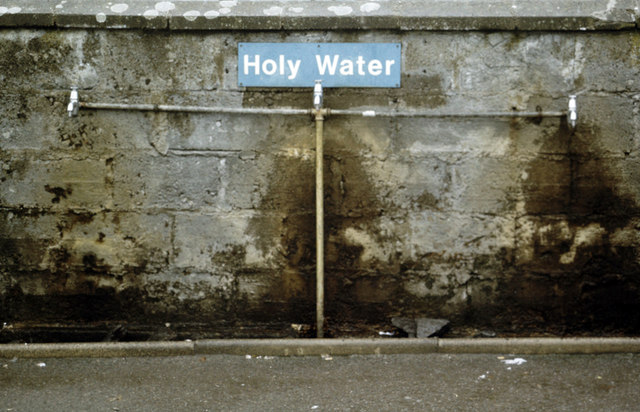
Weihwasser aus der Leitung

## Belege
1. 1 2  Census 2022. citypopulation.de, abgerufen am 28. Juli 2023.
2. ↑  Death of Archbishop Joseph Cunnane DD, retired Archbishop of Tuam, Mitteilung der Irischen Bischofskonferenz
3. ↑  Knock shrine pilgrims suffering eye damage after 'apparition, The Telegraph, 3. Dezember 2009